# Engrenages (film)
Pour les articles homonymes, voir Engrenage (homonymie).
Engrenages (House of Games) est un film américain réalisé par David Mamet et sorti en 1987 et scénarisé par Jonathan Katz et David Mamet.

## Synopsis
Une psychiatre décide de venir en aide à l'un de ses patients, un joueur endetté, en allant voir le responsable du tripot qu'il fréquente. Elle va faire la découverte d'un univers d'arnaqueurs et d'escrocs, auxquels elle se joint rapidement, au risque de s'y brûler.

## Fiche technique
- Titre : Engrenages
- Titre original : House of Games
- Réalisation : David Mamet
- Producteur : Michael Hausman
- Musique : Alaric Jans
- Photographie : Juan Ruiz Anchía
- Montage : Trudy Ship
- Dates de sortie :
  - États-Unis : 14 octobre 1987
  - France : 3 février 1988

## Distribution
- Lindsay Crouse (VF : Catherine Davenier) : Margaret Ford
- Joe Mantegna (VF : Joseph Falcucci) : Mike
- Mike Nussbaum (VF : Jacques Lalande) : Joey
- Lilia Skala (VF : Renée Régnard) : Dr. Maria Littauer
- J. T. Walsh (VF : Michel Tureau) : l'homme d'affaires
- Willo Hausman : la fille au livre
- Karen Kohlhaas : la fille internée
- Steven Goldstein : Billy Hahn, le patient endetté
- Jack Wallace : le barman de la Maison des Jeux
- Ricky Jay : George / l'homme de Las Vegas
- G. Roy Levin : un joueur de poker
- Bob Lumbra : un joueur de poker
- Andy Potok : un joueur de poker
- Allen Soule : un joueur de poker
- Ben Blakeman : le barman de la taverne Chez Charlie
- Scott Zigler : le caissier de la Western Union
- William H. Macy (VF : Vincent Ropion) : Sergent Moran
- John Pritchett : le réceptionniste de l'hôtel
- Meshach Taylor : M. Dean
- Johnny 'Sugarbear' Willis : le portier de l'hôtel
- Josh Conescu : l'employé du garage
- Julie Mendenhall : l'étudiante en retard
- Rachel Cline : une étudiante
- Patricia Wolff : une patiente venue au cabinet de Ford
- Paul Walsh : l'homme au restaurant
- Roberta Maguire : l'hôtesse du restaurant
- Jacqueline de La Chaume : la femme au briquet
- John Nelson : un client du bar (non crédité)